# Чичекли (Измир)
Чичекли (тур. Çiçekli) је насељено место у округу Борнова у вилајету Измир, Турска. Према попису из 2020. било је 385 становника.
Чичекли настањују Бошњаци, чији су се преци доселили 1872. године из Босне.